# Péter Mihály (református lelkész)
Péter Mihály (Deregnyő, 1867. május 12. – Rimaszombat, 1932. december 30.) református lelkész, püspök, egyháztörténész.

## Életútja
Polgári szülőktől; középiskolai tanulmányait Sárospatakon, a teológiát ugyanitt és Pápán végezte; ez utóbbi helyen tanító oklevelet is szerzett. 1890-től a nagyráskai (Zemplén megye) egyházban mint segédlelkész és tanító harmadfélévig működött. 1893-ban az egyházi hatóság a kisazari egyházba helyezte át, ahol előbb mint helyettes lelkész szerepelt két évig, 1895-ben pedig rendes lelkész lett; 1897-től aljegyzője, később főjegyzője volt a felsőzempléni egyházmegyének. Később gálszécsi (Zemplén megye) lelkész volt. 1924-től mint a Tiszán-inneni Egyházkerület főjegyzője működött, 1930-tól pedig annak püspöke volt Rimaszombatban.
Egyháztársadalmi, tanügyi, valláserkölcsi és más irányú cikkeket írt a Protestáns Egyház és Iskolai Lapba, a Sárospataki Lapokba, a Zemplénbe, a Hajnal c. protestáns folyóiratba (ennek 1895-ben kitűzött első pályadíját nyerte el dolgozatával), a Protestáns Szemlébe (1899); munkatársa az Adalékok Zemplén vármegye történetéhez c. folyóiratnak; cikkeinek száma meghaladja a százat.

## Művei
- A kisazari ev. ref. templom megujítása alkalmával 1895. elmondott egyházi beszéd. Sátoralja-Ujhely.
- Lónyay Zsigmond (1593-1653.) Történeti tanulmány. Uo. 1902. (A tiszta jövedelem tíz százalékát a gálszécsi ev. ref. torony megujítására ajánlotta fel. Ism. Vasárnapi Ujság. 1902. 10. sz.)
- Adatok a gálszécsi ref. egyház történetéhez (1903)
- A magyar ref. lelkipásztor a történelemben (1925)
- Papi dolgozatok 1–2. (1927)